# Jean-Toussaint Fieschi
Jean-Toussaint Fieschi (né le 23 novembre 1893 à Petreto-Bicchisano en Corse et décédé le 6 février 1955 à Lyon, Rhône) est un général français.

## Biographie
Pilote de chasse en 1916, il fait partie de l'escadrille Spa 80. En combat le 18 septembre 1918, il entre en collision avec le SPAD de l'adjudant Antonin Gautier, qui est tué.
Durant l'entre-deux-guerres, il participe à diverses missions militaires à l'étranger. Entre 1920 et 1923, il est le chef de la mission militaire au Venezuela où il crée et organise l'aviation maritime et postale. Il se rend ensuite en Chine, pour enseigner à l'école de guerre de Pékin de 1927 à 1929. En 1930, il est général dans l'armée chinoise, conseiller militaire du maréchal Tchang Kaï-chek et attaché militaire pour l'Extrême Orient.
Attaché militaire à Rome en 1940, il entre en Résistance et est déporté.
Rendu à la vie civile, il est élu conseiller municipal de Lyon en 1953 et est adjoint d'Édouard Herriot pour la police, les affaires sociales et les sports. À ce titre, il fit construire la couverture du stade de Gerland à Lyon.

## Décorations
Jean-Toussaint Fieschi est Grand officier de la Légion d'honneur et titulaire des Croix de guerre 1914-1918 et 1939-1945 avec Palmes.

## Hommages
Dans son village natal, un monument est érigé en son honneur. Œuvre du sculpteur Pierre Dionisi, grand prix de Rome. Ce monument de granit inauguré le 11 août 1957 emprunte la forme d'un avion, avec au centre l'effigie en bronze du général aviateur.